# La Décennie Mitterrand
La Décennie Mitterrand est une enquête historique sur les septennats du président François Mitterrand écrite par Pierre Favier et Michel Martin-Roland, parue en quatre volumes et qui couvre la période allant de son élection en 1981 jusqu'en 1995.

## Présentation
L'objectif des quatre ouvrages est de retracer de manière précise les deux septennats du Président Mitterrand, de son accession au pouvoir jusqu'à ce qu'il quitte le palais de l'Élysée quatorze ans plus tard.
En tant que journalistes de l'Afp, les auteurs mobilisent des entretiens avec les intéressés (dont le Président de la République et tous ses Premiers ministres), ainsi que de l'accès aux archives de l'Élysée. 
Chacun des quatre tomes couvre une phase différente des deux septennats. Le premier ouvrage s'arrête au tournant de la rigueur et avant la nomination de Laurent Fabius comme Premier ministre ; le deuxième s'achève sur la réélection de François Mitterrand en 1988 ; le troisième, à la rupture entre le Président et Michel Rocard ; le quatrième, enfin, sur la passation de pouvoir entre François Mitterrand et Jacques Chirac.

## Contenu
Sont couverts alternativement les évènements politiques sur le plan intérieur (la période de l'état de grâce jusqu'en 1984, le tournant de la rigueur, les deux cohabitations, etc.), ainsi que sur le plan extérieur (l'affaire du Rainbow Warrior, les évènements en Nouvelle-Calédonie, les otages français du Liban, les rencontres de Mitterrand avec les présidents Ronald Reagan et Gorbatchev, etc.). 
Les ouvrages se démarquent par les détails et anecdotes qu'ils proposent, ayant bénéficié des archives des ministères, de l'Élysée, et de témoignages de première main. Ils retracent avec précision les négociations lors des formations des gouvernements, ainsi que la vie quotidienne au palais de l'Élysée.
Les auteurs abordent peu les sujets liés au renseignement, ce domaine étant classifié. Les affaires judiciaires en cours lors de la publication des ouvrages, telles que l'affaire des écoutes de l'Élysée, ne sont abordées que partiellement.
L'ultime tome s'achève sur la retranscription complète de la dernière conversation entre les auteurs et François Mitterrand à l'occasion d'un repas, à cent jours de la mort de l'ancien président.

## Réception
La presse a reconnu à la sortie des ouvrages l'excellence du travail accompli, remarquant la neutralité axiologique des auteurs. 
Le tome 1 en particulier, Les ruptures, dont a été salué unanimement par la presse, étant qualifié d' « ouvrage de référence de nature à ravir les historiens » et d' « exposé clair, précis, pour tout dire irréfutable de ce morceau d'histoire de France » par Jean-Marie Colombani, du journal Le Monde. Il est souligné que la force des auteurs a été de « parvenir à concilier souci de la précision et plaisir du lecteur, à s'épargner courbettes comme coups de griffe. » (Francis Brochet, Le Progrès).
L'ouvrage est reconnu comme ouvrage de référence sur le sujet des deux présidences de François Mitterrand, étant utilisé par la suite comme source par de nombreux livres,,,,.

## Édition
- La Décennie Mitterrand, Pierre Favier, Michel Martin-Roland, Seuil, coll. « L'épreuve des faits » 1990-1998, réédition Points, 1995-2001  (ISBN 2-020-32367-2);

1. Les ruptures (1981-1984) : 24 octobre 1990, 582 pages,  (ISBN 2-020-10329-X);
2. Les épreuves (1984-1988) : 11 septembre 1996, 452 pages,  (ISBN 2020128918);
3. Les défis (1988-1991) : 1er janvier 1998, 602 pages,  (ISBN 2-020-19103-2);
4. Les déchirements (1991-1995) : 16 mars 1999, 641 pages,  (ISBN 2-02-029374-9).